# King of da Ghetto
King of da Ghetto è il terzo album in studio del rapper statunitense Z-Ro, pubblicato nel 2001.

## Tracce
1. I Found Me (featuring Trae) – 4:16
2. Block Bleeder (featuring Den Den) – 4:23
3. Wonder If I'm Blessed (featuring Wood & Chill) – 4:18
4. Gripping Grain (featuring Den Den) – 3:44
5. Haters Song (featuring Trae & Slimm Chance) – 4:56
6. Passenger Side – 3:34
7. In My Prime (featuring Trae & 9500 Woodfair) – 3:38
8. Real Niggas – 4:52
9. Wake Up (featuring Mussilini) – 4:19
10. Friends (featuring Den Den & Slimm Chance) – 4:00
11. All Fall Down (featuring Den Den) – 4:07
12. Pain – 4:05
13. Sunshine – 4:17